# Playmobil – Der Film
Playmobil – Der Film (Originaltitel Playmobil: The Movie) ist ein französischer Computeranimationsfilm von Lino DiSalvo, der auf dem deutschen Systemspielzeug Playmobil basiert. Der Film startete am 29. August 2019 in den deutschen Kinos.

## Handlung
Die erste Realfilm-Sequenz zeigt die 18-jährige Marla, die sich um ihren jüngeren Bruder Charlie kümmert. Sie leben zusammen in New York City. Bei einem Unfall verlieren sie ihre Eltern und vier Jahre später kümmert sich Marla um ihren Bruder. Er rebelliert jedoch gegen seine Schwester und läuft nach einem Streit auf den Messekomplex einer Spielzeugausstellung. Marla folgt ihm.
Als beide plötzlich in das magisch animierte Playmobil-Universum verschwinden, müssen sie sich auf ein Abenteuer begeben, um wieder nach Hause zu gelangen. Auf ihrer Reise durch neue Welten trifft Marla sehr unterschiedliche Weggefährten, darunter den Foodtruck-Besitzer Del, den Geheimagenten Rex Dasher, einen treuen Roboter, eine gute Fee und viele mehr. Dabei werden mehrere Themengebiete aus dem Playmobil-Universum wie Piraten, Cowboys, Römer, Wikinger, Science-Fiction, Dinosaurier, Feenland und Geheimagenten gezeigt.
Charlie tritt den Wikingern bei und distanziert sich von Marla. Als Marla bemerkt, dass sich Charlie in der Gefangenschaft von Kaiser Maximus befindet und mit weiteren Figuren aus verschiedenen Gebieten in einem Gladiatorenkampf geopfert werden soll, macht sie sich auf die Suche nach ihm. Dabei helfen ihr Del und Rex Dasher, den Ort von Charlie ausfindig zu machen und ihn zu befreien. Im Lauf der Reise erkennen Marla und Charlie, dass man alles im Leben schaffen kann, wenn man an sich glaubt.

## Entstehung und Veröffentlichung
Die deutsche Synchronisation entstand nach dem Dialogbuch und unter der Dialogregie von Matthias von Stegmann durch die Synchronfirma FFS Film- & Fernseh-Synchron in München. Die deutschen Liedtexte schrieb Klaus Rüdiger Paulus und die Musikregie führten Thomas Amper und Joachim Wolf. Der Film wird als Kinder- und Familienfilm vermarktet und hat nach der Freiwillige Selbstkontrolle der Filmwirtschaft (FSK) keine Altersbeschränkung.
Der Film spielte weltweit rund 16,3 Millionen US-Dollar ein. Dem gegenüber standen Produktionskosten von etwa 40 Millionen US-Dollar, was ihn zu einem kommerziellen Flop macht. Insbesondere in den USA, wo der Film erst am 6. Dezember 2019 veröffentlicht wurde, litt er unter starker Konkurrenz, da er zwei Wochen nach Die Eiskönigin II und zwei Wochen vor Star Wars: Der Aufstieg Skywalkers anlief.
Die Figuren aus dem Film wurden ebenfalls als Playmobil-Set veröffentlicht.
| Figur                      | Darsteller        | Deutscher Sprecher |
| -------------------------- | ----------------- | ------------------ |
| Marla Brenner              | Anya Taylor-Joy   | Lina Rabea Mohr    |
| Charlie Brenner (10 Jahre) | Gabriel Bateman   | Jakob Brendel      |
| Charlie Brenner (6 Jahre)  | Ryan S. Hill      | Matti Kortemeier   |
| Wachmann                   | Harry Standjofski | Gerhard Jilka      |
| Polizistin                 | Mariah Inger      | Ulla Wagener       |
| Polizist                   | Annakin Slayd     |                    |

| Figur                     | Originalsprecher  | Deutscher Sprecher                                      |
| ------------------------- | ----------------- | ------------------------------------------------------- |
| Del                       | Jim Gaffigan      | Christian Ulmen                                         |
| Rex Dasher                | Daniel Radcliffe  | Matthias Schweighöfer                                   |
| Imperator Maximus         | Adam Lambert      | Ralf Schmitz                                            |
| Piratenkapitän Bloodbones | Kenan Thompson    | Michael Patrick Kelly                                   |
| Gute Fee                  | Meghan Trainor    | Beatrice Egli                                           |
| Nola                      | Cindy Robinson    | Sandra von Ruffin                                       |
| Valera                    | Paloma Rodriguez  | Regina Halmich                                          |
| Ook Ook                   | Kirk Thornton     | Christian Weygand                                       |
| Robotitron                | Lino DiSalvo      | Matthias von Stegmann                                   |
| Glinara                   | Maddie Taylor     | Susanne von Medvey                                      |
| Wissenschaftler / Inuit   | Ian James Corlett | Felix Neureuther                                        |
| Dr. Greta Grim            | Karen Strassman   | Katrin Fröhlich                                         |
| Wikingeranführer Sven     | Dan Navarro       | Friedrich Liechtenstein (Sprache) Thomas Amper (Gesang) |
| Pirat Salty               | Kellen Goff       | Paul Sedlmeir                                           |
| Pirat Scurvy Pete         | Dino Andrade      | Markus Pfeiffer                                         |
| Pirat Seadog              | Ben Diskin        | Kai Blasberg                                            |
| Schwarzer Ritter          |                   | Oliver Kalkofe                                          |
| Gelber Wikinger           |                   | Wilson Gonzalez Ochsenknecht                            |
| Sheriff                   |                   | Liam Mockridge                                          |
| Verrückter Goldsucher     |                   | Klaus Münster                                           |
| Stallbesitzer             |                   | Peter Rütten                                            |

## Kritiken
Playmobil – Der Film erhielt ein schlechtes Presseecho, was sich auch in den Auswertungen US-amerikanischer Aggregatoren widerspiegelt. So erfasst Rotten Tomatoes überwiegend kritische Besprechungen und ordnet den Film als „Gammelig“ ein. Laut Metacritic fallen die Bewertungen im Mittel „Grundsätzlich Ablehnend“ aus.
Oliver Kube bezeichnet ihn bei Filmstarts als schwächeren The LEGO Movie. Im Gegensatz zum LEGO Movie sei bei dem Film weniger Meta-Humor und Selbstironie vorhanden und der Film konzentriert sich auf die jüngere Zielgruppe, während The LEGO Movie auch von älteren Zuschauern gut aufgenommen wurde. Ebenfalls wird kritisiert, dass versucht wird, zu viele Playmobil-Sets in den Film einzubauen, ohne ihnen dabei eine filmische Tiefe zu geben. The LEGO Movie hatte zudem die Lizenz für viele Werke, was es möglich machte zahlreiche popkulturelle Referenzen einzubauen, die im Playmobil-Film fehlen. Auch die Musik sei eher aufdringlich und unmotiviert als einen Ohrwurm zu erzeugen, wie bei Everything Is Awesome aus dem LEGO-Film.
Die Animationen und Actionsequenzen seien aber ordentlich umgesetzt, was unter anderem daran lag, dass der Animations-Regisseur 17 Jahre bei Disney gearbeitet hat und an Filmen wie Die Eiskönigin – Völlig unverfroren und Rapunzel – Neu verföhnt mitgewirkt hat. Außerdem wird die Synchronisation mit bekannten Schauspielern und Sprechern gelobt.

„Actionsequenzen und geschwätzige, mäßig witzige Dialogpassagen behindern sich gegenseitig, sodass der Film letztlich keine Zielgruppe wirklich erreicht.“